# زواج بيجي سو
بيغي سو تزوجت (بالإنجليزية: Peggy Sue Got Married)‏ هو فيلم كوميدي تم إنتاجه في الولايات المتحدة وصدر في سنة 1986. الفيلم من إخراج فرانسيس فورد كوبولا من بطولة كاثلين ترنر ونيكولاس كيج.

## الميزانية والإيرادات
بلغت تكلفة إنتاج الفيلم حوالي 18 مليون دولار بينما حقق أرباحا تقدر بـ 41.382.841 دولار.

## وصلات خارجية
- زواج بيجي سو على موقع IMDb (الإنجليزية)
- زواج بيجي سو على موقع ميتاكريتيك (الإنجليزية)
- زواج بيجي سو على موقع الموسوعة البريطانية (الإنجليزية)
- زواج بيجي سو على موقع روتن توميتوز (الإنجليزية)
- زواج بيجي سو على موقع نتفليكس (الإنجليزية)
- زواج بيجي سو على موقع قاعدة بيانات الأفلام العربية
- زواج بيجي سو على موقع ألو سيني (الفرنسية)
- زواج بيجي سو على موقع Turner Classic Movies (الإنجليزية)
- زواج بيجي سو على موقع أول موفي (الإنجليزية)
- زواج بيجي سو على موقع بوكس أوفيس موجو (الإنجليزية)